# لیکوی رگه‌ای کوه ویکتوریا
لیکوی رگه‌ای کوه ویکتوریا (نام علمی: Pterorhinus woodi ) گونه‌ای از گنجشک‌سانان از تیرۀ توکایان خندان (Leiothrichidae) است. پیش از این، با لیکوی رگه‌ای چینی (نام علمی: Pterorhinus lanceolatus ) هم‌گونه در نظر گرفته می‌شد.